# Tauchzelle

Ab- und Auftauchen

Eine Tauchzelle ist ein Tank oder Behälter, der U-Booten das Tauchen ermöglicht.
Damit große U-Boote einen Tauchvorgang einleiten können, reichen Tiefenruder allein nicht aus, um dem Auftrieb des U-Boot-Körpers entgegenzuwirken. Außerdem muss in diesem Fall der Antrieb ständig laufen, oder ein U-Boot mit fester Schraubenwelle ständig Fahrt machen, um die Tiefe zu halten. Daher sind sogenannte Tauch- und Regelzellen notwendig. Dabei handelt es sich um Tanks, die zur Gewichtserhöhung beim Tauchen mit Wasser und zum Auftauchen mit Luft gefüllt werden. Die Tauchzellen übernehmen dabei die Hauptlast, die verschiedenen Regelzellen dienen zur genaueren Abstimmung und Trimmung im getauchten Zustand. Das Füllen der Auftriebszellen mit Luft wird anblasen (oder ausblasen) genannt.
Die Tiefenruder übernehmen lediglich die Feinabstimmung im getauchten Zustand des U-Boots. Nur kleine U-Boote benötigen keine Tauch- und Regelzellen, sondern können über eine dynamische Tiefensteuerung ihre Tauchtiefe erreichen. Diese Technik wird vor allem bei unbemannten U-Booten (Tauchrobotern) und im Modellbau verwendet.